# Кавка Іван
Кавка Іван (нар. бл. 1869 — р. смерті невід.) — український скульптор кінця 19 — початку 20 ст.

## Біографія
Народився у селі Поляни Суровичні, нині Підкарпатського воєводства (село ліквідоване). Після навчання у Кракові та Будапешті працював у Перемишлі (декоративне різьблення в інтер'єрі кафедрального собору) та від 1892 у Львові.

## Творчість
Найзначніший твір — рельєф «Возз'єднання» (ЛМУМ), де зображено возз'єднання України з Росією 1654.
Серед інших творів — кінна статуетка «Богдан Хмельницький» (дерево, 1900), що експонувалася на 1-ій художній виставці «Товариства розвою руської штуки» у Львові.